# Turbanauge

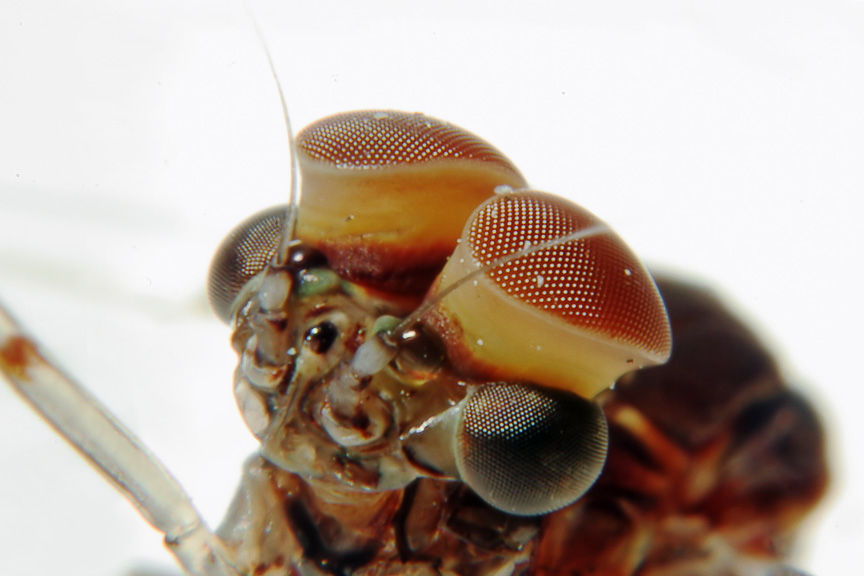
Turbanauge der Eintagsfliege Ephemera spec.

Das Turbanauge (englisch turbinate eye) stellt die obere (dorsale) Augenhälfte der männlichen Imago vieler Eintagsfliegen (Ephemeroptera) dar. Seinen Namen hat es wegen seines turbanartigen Aussehens erhalten.

## Aufbau und Funktion
Das Turbanauge besitzt zwei ungewöhnliche Eigenschaften: seine Empfindlichkeit ausschließlich im UV-Bereich und die fünfarmig-kandelaberähnliche Form seiner Rhabdomen. Umgeben ist es von gelbem Pigment, welches dem Turbanauge eine gelbbraune Färbung verleiht. Das Turbanauge von Baetis notos (aus der Familie Baetidae) ist cremeweiß und gelblich gefärbt.
Aus dem Aufbau kann geschlossen werden, dass das dunkelgelbe Turbanauge keine scharfen Überlagerungsbilder (wie andere Komplexaugen) darstellen kann, sondern pro Ommatidium ein UV-Pixel produziert.
Da das Turbanauge einen auffälligen Teil des Sexualdimorphismus darstellt, sollte es eine funktionale Rolle spielen in der Schwarmausbildung oder bei der Erkennung von Weibchen.
Männliche Eintagsfliegen (außer Angehörige der Familien Caenidae und Tricorythidae) vollführen einen Schwarmtanz (englisch nuptial flight), wobei sie sich öfter in der Luft anrempeln. Nur wenige Weibchen begeben sich gleichzeitig in den Schwarm zur Paarung, die anderen halten sich solange abseits. Paare im Schwarm werden von den übrigen Männchen nicht behindert. Wärme und Lichtintensität sind die wichtigsten Impulse der Schwarmbildung, ihre Tageszeit ist Art-abhängig, in warmen Gebieten überwiegend während der Dämmerungszeit.
Die nach oben gerichteten Turbanaugen sind für das Dämmerungssehen optimiert, um Weibchen im Schwarm (von unten) zu erkennen. Aber auch bei nichtschwärmenden Arten oder asynchronem Erscheinen können Weibchen durch Männchen mit diesen Augen von unten wahrgenommen werden.

## Entwicklung
Die Entwicklung des Turbanauges (beschrieben bei Cloeon dipterum) kann in männlichen Larven ab etwa 4 mm, wohl dem 19. Larvenstadium entsprechend, als leichte Erhabenheit erkannt werden, deren Kutikula später gelbliche oder hellbräunliche Färbung annimmt und sich so von benachbarten Arealen stark unterscheidet. Bei der Häutung der Larve zur bereits beflügelten Subimago ist die Anlage des Turbanauges als dunklere und deutliche Erhebung auszumachen. 24 Stunden später findet die finale Häutung zur Imago statt, wobei die Turbanaugen sich nochmals erheben und eine zylindrische Form annehmen.

## Auftreten
Fossil sind Turbanaugen aus burmesischem Bernstein seit der Unterkreide bekannt.
Turbanaugen besitzen männliche Imagines der Familie Baetidae und einige der Leptophlebiidae. Bei anderen wie der Caenidae, Leptohyphidae oder Polymitarcyidae tragen beide Geschlechter ähnliche Komplexaugen.
Die einzige bekannte Gattung der Eintagsfliegen ohne Turbanaugen innerhalb der Baetidae heißt bezeichnenderweise Aturbina.